# Ceru-Băcăinți
Ceru-Băcăinți (en hongrois : Bokajfelfalu ou Bokaj, en allemand : Bocksdorf) est une commune du județ d'Alba, Roumanie qui compte 269 habitants.
La commune est composée de 10 villages : Bolovănești, Bulbuc, Ceru-Băcăinți, Cucuta, Curpeni, Dumbrăvița, Fântânele, Groși, Valea Mare, Viezuri.

## Culture
D'après le recensement de 2011, la commune compte 269 habitants, en baisse par rapport au recensement de 2002 où elle en comptait 376.

## Démographie
Lors de ce recensement de 2011, 98,14 % de la population se déclarent roumains (1,85 % ne déclarent pas d'appartenance ethnique).

## Politique
| Parti | Parti                                      | Sièges |
| ----- | ------------------------------------------ | ------ |
|       | Parti Mouvement populaire (PMP)            | 4      |
|       | Parti national libéral (PNL)               | 3      |
|       | Alliance des libéraux et démocrates (ALDE) | 2      |